# Craspedopomatidae
Famille
Taxons de rang inférieur
- Craspedopomatinae

Synonymes
Bolaniidae Wenz, 1915
Les Craspedopomatidae forment une famille de mollusques gastéropodes de l'ordre des Architaenioglossa.

## Liste des genres
Craspedopoma – †Physotrema
Nom en synonymie
- †Bolania Wenz in Fischer & Wenz, 1914, un synonyme de †Physotrema F. Sandberger, 1875
- Hygrobium R. T. Lowe, 1852, un synonyme de Craspedopoma L. Pfeiffer, 1847